# Boeing XB-15
Boeing XB-15 (Boeing Model 294, Boeing XC-105) – amerykański bombowiec dalekiego zasięgu wytwórni Boeing z lat 30. XX wieku. W momencie wybudowania był to największy i najcięższy samolot wyprodukowany w Stanach Zjednoczonych oraz najsilniej uzbrojony bombowiec. Po wybudowaniu jednego egzemplarza nie kontynuowano dalszej produkcji.

## Historia

### Geneza
W lutym 1934 roku Sztab Generalny Departamentu Wojny przeznaczył sumę 609 300 USD na program budowy samolotu bombowego określanego mianem hemisphere defender, samolotu przeznaczonego do obrony kontynentu amerykańskiego, zdolnego również do działań na Hawajach i Panamie. 14 kwietnia 1934 roku United States Army Air Corps ogłosił konkurs na projekt nowego ciężkiego bombowca charakteryzującego się zasięgiem 3200 km, zdolnego do przenoszenia 900 kg bomb z prędkością 322 km/h. Projekt znany jest pod oznaczeniem Project A. 12 maja 1934 roku rozpoczęto negocjacje z dwiema wytwórniami, których projekty zostały zgłoszone do konkursu. Boeingiem, który zaoferował swoją konstrukcję oznaczoną jako Boeing XB-15 (Model 294) oraz Martin, który zaprojektował samolot oznaczony pierwotnie jako Model 145, zmodernizowany w kolejnych miesiącach do wariantu XB-16. W wyniku analizy obydwu projektów do dalszej realizacji wybrano konstrukcję Boeinga, z którym 28 czerwca 1934 roku podpisano kontrakt na budowę makiety, opracowanie projektu i testów w tunelu aerodynamicznym. Dzień później umowę uzupełniono o budowę prototypu oznaczonego jako XBLR-1 (Experimental Bomber Long Range Model 1), oznaczonego przez wytwórnie jako Model 294 (w lipcu 1936 roku oznaczenie zmieniono na XB-15).

### Projekt

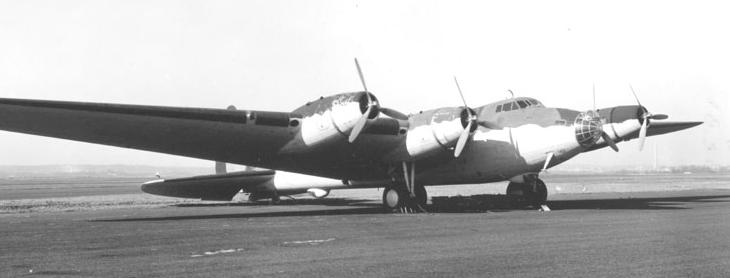
XB-15

Prace projektowe prowadził zespół inżynierów pod kierunkiem Edwarda C. Wellsa. W konstrukcji nowej maszyny wykorzystano doświadczenia i rozwiązania zastosowane we wcześniejszych samolotach wytwórni, Boeing YB-9, Boeing 247, Boeing P-26 Peashooter oraz Boeing Monomail. Początkowo do napędu nowego bombowca wybrano chłodzone cieczą, silniki Allison V-1710 jednak jeszcze przed ukończeniem projektu zdecydowano się na chłodzone powietrzem, gwiazdowe silniki Pratt & Whitney R-1830 Twin Wasp w układzie podwójnej gwiazdy. Nowatorskim rozwiązaniem zastosowanym w samolotach po raz pierwszy była instalacja elektryczna o napięciu 110 V generowanym przez pomocnicze silniki tłokowe. Innym rozwiązaniem zastosowanym w amerykańskim lotnictwie po raz pierwszy był nowy członek dziesięcioosobowej załogi, mechanik pokładowy, który wykorzystując specjalnie do tego celu zamontowany tunel w profilu skrzydła, mógł dostać się podczas lotu samolotu do silników i na bieżąco monitorować ich pracę a nawet dokonywać drobnych napraw. Załoga miała do dyspozycji dźwiękoszczelne, wentylowane i ogrzewane pomieszczenia do wypoczynku, snu, kuchnie i toaletę. Przewidywano wachtowy system służby na pokładzie. W momencie kiedy połowa załogi odpoczywała, druga połowa zajmowała się lotem. Duża masa samolotu wymusiła na konstruktorach zastosowanie zdwojonego podwozia głównego. 15 października 1937 roku w Seattle, największy w owym czasie samolot zbudowany w Stanach Zjednoczonych o numerze seryjnym 35-277, poderwał się po raz pierwszy w powietrze. Za sterami maszyny siedział doświadczony pilot oblatywacz Eddie Allen. 2 grudnia 1937 roku maszyna przeleciała do bazy Wright-Patterson Air Force Base gdzie United States Army Air Corps od stycznia do sierpnia 1938 roku przeprowadził oficjalne próby samolotu. Niestety dla samolotu nie podjęto decyzji o jego seryjnej produkcji. Uznano, że moc silników jest zbyt mała, aby sprostać wymaganiom jakie stawia tak ogromna konstrukcja. Anulowano zamówienie na kolejne dwa egzemplarze XB-15, które miały mieć mocniejsze silniki Pratt & Whitney R-2180 o mocy 1400 KM i nowe oznaczenie Y1B-20. Doświadczenia zdobyte podczas projektowania i budowy XB-15 nie poszły jednak na marne, zostały wykorzystane w pracach nad samolotami Boeing B-17 Flying Fortress i Boeing B-29 Superfortress.

## Służba

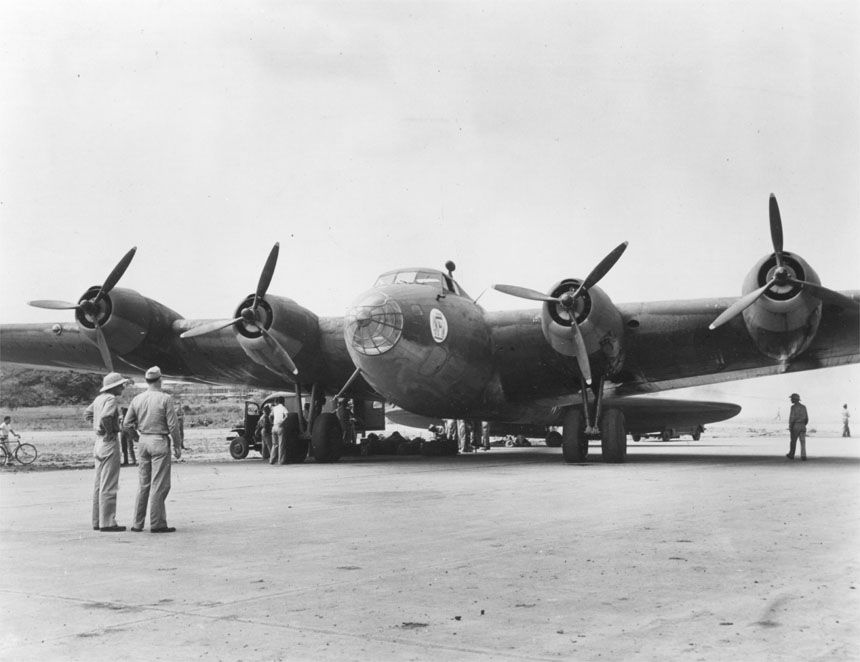
XC-105 w Panamie

W sierpniu 1938 roku po zakończeniu prób w Wright-Patterson Air Force Base samolot przekazano do 49th BS w Langley Air Force Base należącej do 2nd Bombardment Group. W Langley maszyna otrzymała oznaczenie taktyczne BB 89 i nazwę własną Grandpappy. Samolot wykonywał loty treningowe i badawcze. W 1939 samolot mógł pochwalić się kilkoma rekordami świata. 30 czerwca 1939 roku z ładunkiem 14 152 kg wzbił się na wysokość 2500 metrów. Przewiózł 2000 kg na odległość 5000 km ze średnią prędkością 267 km/h. 8 sierpnia tego samego roku samolot przewiózł do Chile dotkniętym trzęsieniem ziemi ładunek 15 000 kg lekarstw, wyczyn załogi i jej samolotu opisywany był szeroko przez amerykańską prasę. W 1940 roku jedyny wybudowany egzemplarz XB-15 został wcielony do 41st Reconnaissance Squadron (również podległego 2nd Bombardment Group). W 1943 roku samolot dostosowano do pełnienia funkcji transportowych. Usunięto wyposażenie służące do prowadzenia bombardowań a w kadłubie wycięto duże drzwi ładunkowe. Tak zmodyfikowaną maszynę otrzymała oznaczenie XC-105. Po dwóch latach służby na terytorium Stanów Zjednoczonych i Karaibach tuż przed zakończeniem II wojny światowej samolot został złomowany w Kelly Air Force Base.

## Uzbrojenie
Samolot uzbrojony był w trzy karabiny maszynowe M-2 Browning kal. 12,7 mm (niektóre źródła podają dwa) oraz trzy karabiny maszynowe kal. 7,62 mm (niektóre źródła podają cztery). Maszyna mogła przenosić maksymalnie 5443 kg bomb. Standardowo samolot przewoził cztery bomby o masie 907 kg każda.